# Список претендентів на премію «Оскар» за найкращий міжнародний повнометражний фільм від України

Головна нагорода кінопремії «Оскар»

Список претендентів на премію «Оскар» за найкращий міжнародний повнометражний фільм від України — список фільмів, висунутих Україною на премію «Оскар» Американської академії кінематографічних мистецтв і наук у категорії «Найкращий міжнародний повнометражний фільм» (до 2020 року мала назву — премія «Оскар» за найкращий фільм іноземною мовою).
З моменту створення категорії в 1956 році організатори премії щороку запрошують кіноіндустрії різних країн для висунення їхніх найкращих фільмів на «Оскар». Нагорода щорічно вручається Академією повнометражному фільму, виробленому за межами США переважно неанглійською мовою. Оскарівський комітет спостерігає за процесом і розглядає всі висунуті фільми.
У 1997 році першим національним претендентом на «Оскар» від України став українсько-французький драматичний фільм «Приятель небіжчика» режисера В'ячеслава Криштофовича. 2004 року українсько-російська стрічка «Водій для Віри» російського режисера Павла Чухрая була дискваліфікована Американською  академією через недостатню українську участь в її виробництві. Станом на 2023 рік, жодна стрічка від України не була номінована, тільки документальному фільмові «20 днів у Маріуполі» Мстислава Чернова вдалося потрапити до шорт-листу (короткого списку можливих номінантів).

## Історія
За радянських часів, єдиним фільмом, створеним на українській кіностудії і номінованим на премію «Оскар» за найкращий фільм іноземною мовою, став «Військово-польовий роман» (1983) режисера Петра Тодоровського. Сценарій стрічки, заснованої на власних спогадах, Тодоровський пропонував різним студіям, але скрізь отримував відмову. У результаті на знімання фільму погодилася Одеська кіностудія, де Петро Тодоровський тривалий час працював на початку кінокар'єри. Бюджет картини склав 380 тисяч радянських рублів. За сюжетом, колишній фронтовик, а нині одружений кіномеханік Олександр Нетужілін, зустрічає жінку, в яку таємно закохався під час німецько-радянської війни. Основне знімання відбулося у павільйонах в Москві, а під Одесою знімали усі військові сцени. 1984 року «Військово-польовий роман» програв на «Оскарі» швейцарській стрічці «Діагональ слона» режисера Рішара Дембо про матч за звання чемпіона світу із шахів між представником СРСР і представником Швейцарії (втікачем із СРСР), алюзії на матч 1978 року між Анатолієм Карповим і Віктором Корчним.
У 1997 році Україна вперше, як незалежна держава, висунула свій фільм на здобуття премії «Оскар» за найкращий фільм іноземною мовою. Ним став українсько-французький драматичний фільм «Приятель небіжчика» режисера В'ячеслава Криштофовича, знятий за однойменним романом українського письменника Андрія Куркова. Ініціатором створення фільму стала французька сторона, а саме спеціальний фонд при CNC, спрямований на співпрацю з Центральною та Східною Європою. Картина розповідає про київського ледаря Анатолія, дружина якого йде до іншого, заможного, чоловіка. З п’яних очей головний герой замовляє суперника кілеру, щоправда, з похміллям змінює в конверті, приготованому для найманця, фото жертви на власне. Рекламою та просуванням стрічки займалась французька сторона. За словами кінокритика Олексія Росовецького, «в Мінкульті палець об палець не вдарили заради її просування. Відомство не вклало жодної копійки в те, щоб про фільм дізналися на Заході, ба більше — навіть не знайшло грошей на перевезення якісних фільмокопій, оплачених французькими продюсерами картини».
У 2003 році дебютна повнометражна робота Олеся Саніна історична драма «Мамай» була обрана претендентом на «Оскар» від України. Також це ще й дипломна робота українського режисера після навчання на кінофакультеті Київського державного інституту театрального мистецтва ім. Карпенка-Карого, який він закінчив у 1998 році. За словами Саніна, стрічку було висунуто за ініціативою кіноакадемиків, зокрема Мілоша Формана.
|                                | З Американської академії надійшов лист до України, до Міністерства культури, яке є власником картини, щоб вони розглянули можливість висування цього фільму від держави. Було створено Національний оскарівський комітет, який щорічно зможе висувати українські фільми на здобуття цієї премії. |
| — Олесь Санін, режисер «Мамая» | |

В основі фільму — авторська версія виникнення легенди про українського фольклорного персонажа козака Мамая — популярного образу української літератури та живопису XVI—XIX століть. Стрічка поєднує три сюжетні лінії. Перша — «Дума про трьох братів азовських», літературна основа якої датується XVI століттям, друга — «Пісня дервіша про трьох доблесних мамлюків», з епосу тюркських народів, зокрема кримських татарів, третя — написана самим режисером історія про татарську жінку, яка виходжує молодого козака, знайденого при смерті. Фільм був повністю профінансований державою, бюджет склав 280 тисяч доларів США.
У 2004 році українсько-російський фільм «Водій для Віри», висунутий на премію «Оскар» від України, було дискваліфіковано Американською академією через недостатню українську участь в її виробництві. Уся творча команда, крім актора Богдана Ступки і продюсера Олександра Роднянського, складалась з росіян. Режисером картини виступив росіянин Павло Чухрай, який в 1997 році отримав номінацію на «Оскар» за російську стрічку «Крадій». Основне знімання відбувалося в Криму, декілька сцен було знято в Москві на Красній площі. Події у фільмі відбуваються в Криму, у 1960-ті роки, за сюжетом — радянський генерал наймає молодого сержанта Віктора особистим водієм, розраховуючи одружити його зі своєю недолугою донькою Вірою.

У 2006 році драма «Аврора» режисерки Оксани Байрак була обрана претендентом на «Оскар» від України, однак стрічку не встигли вчасно подати на конкурс. Байрак послалась на «складну політичну ситуацію, постійну зміну міністрів культури та інші несприятливі для кіномистецтва чинники». Втім, організатори премії зробили виключення й допустили «Аврору». Фільм розповідає про дівчинку-сироту Аврору, яка отримує величезну дозу радіації після вибуху на Чорнобильській АЕС. Її відвозять на лікування до США, де вона зустрічає свого кумира — зірку світового балету Ніка Астахова. У Міністерстві культури України зазначили, що мали п'ять фільмів на розгляді («Аврора», «Оранжлав», «Помаранчеве небо», «Штольня», «HappyPeople»), але обирали між «Авророю» та «Прорвемось» Івана Кравчишина. За словами віце-президента Асоціації продюсерів України Дмитра Колєснікова, саме вони виступили в якості Українського оскарівського комітету і рекомендували Мінкульту картину Байрак. 
|                                                                  | У нас досі немає комітету, який би відбирав фільми на «Оскар». Його ми плануємо створити 26 жовтня. Оксані Байрак всі документи готували ми, і за наші гроші вона поїхала до Лос-Анджелеса. А от Мінкультури подає це, наче виключно свою заслугу. |
| — Дмитро Колєсніков, віце-президент Асоціації продюсерів України | |

Викладач української мови та культури, директор українського кіноклубу Колумбійського університету в Нью-Йорку Юрій Шевчук у листі до українських ЗМІ поставив під питання прозорість і демократичність процесу обрання «Аврори» та наголосив на відсутності прокату в Україні у визначений Американською Кіноакадемією термін (мінімум 7 днів комерційних показів). За словами режисерки Оксани Байрак, з 2015 року фільм «Аврора» заборонений до показу в Україні через участь у ньому російського актора Дмитра Харатьяна, особи, яка створює загрозу національній безпеці Україні. Сама Байрак після анексії Криму у 2014 році переїхала до Росії, де неодноразово висловлювалась на підтримку Володимира Путіна та Збройних Сил Російської Федерації.
У 2008 році Україна висунула на здобуття премії «Оскар» трилер «Ілюзія страху» режисера Олександра Кірієнка, знятий за однойменним романом українського політика Олександр Турчинова. Фільм розповідає історію успішного бізнесмена Ігоря Короба, який втрачає все після бандитського «наїзду», але обіцяє помститися будь-якою ціною. Продюсерами стрічки виступили сам Турчинов, віце-президент Асоціації продюсерів України Дмитро Колєсніков та український журналіст Юрій Бутусов. За словами Бутусова, гроші на знімання — півмільйона доларів — надали «різні приватні інвестори». Голова служби кінематографії Ганна Чміль заявила, що через те, що «Ілюзія страху» знята російською мовою, стрічка може не пройти оскарівський відбір.
|                                             | Продюсери звернулися з проханням замінити російськомовний оригінал на українськомовний дубляж. Це може дати підстави оскарівському комітету не розглядати цю заявку. Був вже подібний випадок із фільмом «Водій для Віри», який подавали від України, але який був знятий російською. Була офіційна відмова. |
| — Ганна Чміль, Голова служби кінематографії | |

Також за словами Чміль, окрім «Ілюзії страху», жоден з українських фільмів того року, як наприклад «Богдан-Зиновій Хмельницький» Миколи Мащенка, «Владика Андрей» Олеся Янчука, «Райські птахи» Романа Балаяна та «Мелодія для катеринки» Кіри Муратової, не відповідав оскарівським вимогам, і ніхто не виявив бажання змагатися за премію. «Тому коли звернулися продюсери «Ілюзії страху», Міністерство культури їх підтримало», — заявила Чміль.
У 2011 році Український оскарівський комітет розглядав чотири кінокартини: «Аня, Волга, рок-н-рол» Костянтина Коновалова, «Кохаю і крапка» Валерія Ямбурського, альманах короткометражок «Мудаки. Арабески», «У суботу» Олександра Міндадзе. Проте, голова Комітету режисер Олег Фіалко заявив на прес-конференції, що жоден із кандидатів не відповідає вимогам Американської академії кінематографії.
|                                  | Фільми, що розглядалися, і справді не відповідали вимогам американської кіноакадемії. Але справа не лише в якості кіно, а й у його кількості. Цього року просто не було з чого обирати номінанта. Українське кіно, як і було, так і залишається у глибокій кризі. Це не тільки цього року. Взагалі, упродовж останніх 20 років ми спостерігаємо одну й ту саму картину. Просто у середині двотисячних, коли було трошки більше державної підтримки, тоді, здається, найбільше вийшло на рік фільмів у прокат — дванадцять. У 90-ті роки по два повнометражні фільми, а в останні роки — приблизно п'ять. Але це дуже мало насправді. |
| — Володимир Войтенко, кінокритик | |

У 2012 році історична мелодрама «Той, хто пройшов крізь вогонь» режисера Михайла Іллєнка була обрана претендентом на «Оскар» від України. Український оскарівський комітет при Асоціації продюсерів України обирав з-поміж двух картин — «Той, хто пройшов крізь вогонь» Іллєнка і «Будинок із вежкою» Єви Нейман. Голосування було таємним. Претендента обрали 5 голосами проти 3 із числа присутніх членів Комітету. Стрічка знімалася протягом 5 років, бюджет склав 16 мільйонів гривень, з яких більше 10 мільйонів виділило Держкіно. Фільм розповідає історію життя українського льотчика Івана Додоки, який проходить німецький полон, радянські табори, і зрештою, потрапляє до Канади, де стає вождем індіанського племені. Сценарій частково оснований на реальних фактах життя Героя Радянського Союзу Івана Даценка, частково — на розслідуваннях ЗМІ та легендах.
У 2013 році за право представляти Україну на «Оскарі» змагалися три фільми: «Вічне повернення» Кіри Муратової, «Параджанов» Сержа Аведікяна та Олени Фетісової, «Хайтарма» Ахтема Сеітаблаєва. 12 вересня того ж року Український Оскарівський комітет оголосив переможця — байопік «Параджанов». За нього проголосували 6 членів Комітету з 10, «Вічне повернення» та «Хайтарма» отримали по 2 голоси кожен. «Параджанов» був знятий у копродукції України, Франції, Грузії та Вірменії за підтримки Державного агентства України з питань кіно, Arte France, кіностудії «Інтерфільм», Грузинського та Вірменського Національних кіноцентрів. Бюджет склав 2 мільйона євро. Стрічка стала дебютною повнометражною роботою українки Олени Фетісової та француза Сержа Аведікяна, який і зіграв у фільмі головну роль українсько-вірменського режисера й художника Сергія Параджанова, з котрим Аведікян товаришував довгий час. Фільм розповідає про двадцятирічний період із життя відомого кінорежисера, на який припали знімання його головних фільмів — від «Тіней забутих предків» до «Ашик-Керіба», нескінченні конфлікти з радянською владою, складні стосунки з сім'єю, екстравагантні вчинки та арешт, в'язниця, подальше заслання до Грузії.
9 вересня 2014 року Український Оскарівський комітет оголосив, що на здобуття премії «Оскар» Американської кіноакадемії в номінації «Фільм іноземною мовою» у 2014 році вони висувають від України драму «Поводир» Олеся Саніна (всього у відборі брали участь три українські стрічки: «Поводир», «Плем'я» та мюзикл «Трубач»). Рішення Оскарівського комітету спровокувало скандал в українській кіноспільноті, зокрема творці фільму «Плем'я» стверджували, що у процедурі голосування мали місце грубі порушення.
У 2017 році одразу три українських фільми були висунуті на премію Американської кіноакадемії: від Литви — «Іній» режисера Шарунаса Бартаса, від Словаччини — «Межа» Петера Беб'яка, від України — документально-ігрова стрічка «Рівень чорного» Валентина Васяновича.
Претендента від України обирали з-поміж восьми стрічок: «Війна химер» (документальний фільм), «Dzidzio Контрабас», «Жива», «Микита Кожум’яка» (анімаційний фільм), «Рівень чорного», «Стрімголов», «Червоний», «Чужа молитва». У підсумку, «Рівень чорного» Васяновича отримав 9 із 14 голосів членів Оскарівського комітету. Ще чотири члени проголосували за стрічку «Стрімголов» режисерки Марини Степанської, один голос отримала драма «Чужа молитва» Ахтема Сеітаблаєва. «Рівень чорного» було знято компанією «Гармата Фільм», бюджет склав 10 тисяч доларів. Стрічка розповідає про весільного фотографа Костянтина, у житті якого настає чорна смуга.
У 2018 році у національному відборі на премію «Оскар» Американської академії кінематографічних мистецтв і наук у категорії «Найкращий фільм іноземною мовою» від України взяли участь шість фільмів: «Брама», «Вулкан», «Донбас», «Кіборги», «Коли падають дерева» та «Міф» (документальний).
23 серпня 2019 року Український Оскарівський Комітет оголосив на прес-конференції про висування від України на премію «Оскар» фільму «Додому» дебютанта Нарімана Алієва. Стрічка стала єдиною, яка брала участь у національному відборі. Голова Українського оскарівського комітету Алік Шпилюк на запитання, з чим він пов'язує участь у нацвідборі лише одного фільму, припустив, що інші продюсери не захотіли конкурувати з «Додому» або ж не знайшли ресурсів, щоб це зробити.
|                                                           | Щоб податися на «Оскар», потрібно витратити певні ресурси — фінансові, людські, моральні, часові. Мабуть, деякі продюсери вирішили, що їм не варто витрачати ці ресурси. |
| — Алік Шпилюк, голова Українського Оскарівського Комітету | |

2 вересня 2022 року Український Оскарівський Комітет відзвітував про участь у національному відборі на 95-ту церемонію премії «Оскар» тільки одного учасника — фільму «Клондайк» режисерки Марини Ер Горбач. Проте, 5 вересня з'явився другий учасник — фільм «Снайпер. Білий ворон» Мар'яна Бушана. За повідомленням Комітету, ця стрічка не потрапила відразу до переліку поданих «через незалежні від організаторів технічні моменти», але «після повторної детальної перевірки доєдналась до нацвідбору».
У вересні 2023 року Український Оскарівський Комітет отримав п'ять заявок на участь у відборі на 96-ту церемонію премії «Оскар», серед яких три документальні фільми «20 днів у Маріуполі», «Терикони» та «Залізні метелики» та дві ігрові кінострічки «Памфір»  і «ШТТЛ». Програмний директор компанії «Артхаус Трафік», яка займалась дистрибуцією фільму «20 днів у Маріуполі» в Україні, заявив, що цю стрічку не можуть подати на «Оскар», бо вона фінансувалася виключно американською компанією Associated Press без участі української сторони.
|                                                             | В Україні існує закон про кінематографію, який передбачає, що українським національним кінопродуктом може вважатися лише фільм, створений українською продюсерською кампанією. Хоча над цим фільмом працювали українські журналісти, він фінансувався американською компанією Associated Press. |
| — Ілля Дядик, програмний директор компанії «Артхаус Трафік» | |

Незважаючи на це, 18 вересня шляхом голосування претендентом від України було обрано фільм «20 днів у Маріуполі» режисера Мстислава Чернова.
| Рік  | Учасники національного відбору від України                                                                        | Дж            |
| ---- | --- | ------------- |
| 1997 | Приятель небіжчика                                                                                                | [ 6 ]         |
| 2003 | Мамай | [ 13 ]        |
| 2004 | Водій для Віри | [ 14 ]        |
| 2006 | Аврора · Оранжлав · Помаранчеве небо · Прорвемось · Штольня · HappyPeople                                         | [ 19 ] [ 20 ] |
| 2008 | Ілюзія страху | [ 25 ]        |
| 2011 | Аня, Волга, рок-н-рол · Кохаю і крапка · Мудаки. Арабески · У суботу                                              | [ 26 ]        |
| 2012 | Будинок із вежкою · Той, хто пройшов крізь вогонь                                                                 | [ 28 ]        |
| 2013 | Вічне повернення · Параджанов · Хайтарма                                                                          | [ 30 ]        |
| 2014 | Плем'я · Поводир · Трубач                                                                                         |               |
| 2016 | Гніздо горлиці · Пісня пісень · Українські шерифи                                                                 | [ 47 ]        |
| 2017 | Війна химер · Dzidzio Контрабас · Жива · Микита Кожум’яка · Рівень чорного · Стрімголов · Червоний · Чужа молитва |               |
| 2018 | Брама · Вулкан · Донбас · Кіборги · Коли падають дерева · Міф                                                     |               |
| 2019 | Додому | [ 39 ]        |
| 2020 | Атлантида · Мої думки тихі · Земля блакитна, ніби апельсин                                                        |               |
| 2021 | Відблиск · Носоріг · Погані дороги · Стоп-Земля · Чому я живий                                                    |               |
| 2022 | Клондайк · Снайпер. Білий ворон                                                                                   | [ 43 ]        |
| 2023 | 20 днів у Маріуполі · Залізні метелики · Памфір · Терикони · ШТТЛ                                                 | [ 44 ]        |
| 2024 | Будинок «Слово»: Нескінчений роман · Ля Палісіада · Ми були рекрутами · Мирні люди                                | [ 48 ]        |

## Порядок відбору
Відбором фільмів займається Український Оскарівський Комітет. 

## Правила відбору

### Правила відбору, що висуваються Американським Оскарівським Комітетом
Згідно з умовами премії Оскар, фільмами у цій категорії повинні бути повнометражні художні чи документальні фільми, зняті за межами США, мовою що домінує в діалогах фільму не повинна бути англійська, стрічка повинна бути в прокаті в країні, від якої подається заявка, не менше 7 днів поспіль, та творчий контроль над створенням фільму повинен належати громадянам або резидентам країни, яка подає заявку.

### Додаткові правила відбору, що висуваються Українським Оскарівським Комітетом
З 2019 року, згідно з оновленим «Регламентом роботи Українського Оскарівського комітету» до нього було внесено наступні зміни:
- оригінальний запис діалогу, а також готовий фільм має бути переважно українською або кримськотатарською мовою (уточнення: не менше 90 % всіх діалогів мають бути українською чи кримськотатарською, згідно з вимогами до «українського національного фільму» що описані у Законі України «Про кінематографію»).

- стрічка повинна мати свідоцтво «національного фільму» або статус «фільму спільного виробництва» відповідно до Європейської конвенції «Про спільне кінематографічне виробництво» чи інших чинних міжнародних угод у сфері кінематографії.

## Список претендентів від України
Академія кінематографічних мистецтв і наук з 1956 року запрошує кіноіндустрії різних країн представляти свої найкращі фільми на премію «Оскар» за найкращий фільм іноземною мовою. Foreign Language Film Award Committee спостерігає за процесом і розглядає всі представлені фільми. Після цього вони шляхом таємного голосування визначаються п'ять номінантів на цю нагороду. Нижче наведений список фільмів, що були представлені Україною на розгляд академії.
| Рік (Церемонія) | Фільм                    | Режисер                       | Основна мова фільму                                                         | Результат          |
| --------------- | ------------------------ | ----------------------------- | --------------------------------------------------------------------------- | ------------------ |
| 1997 (70-а)     | Приятель небіжчика       | В'ячеслав Криштофович         | українська (проф. дубльований) російська (оригінал)                         | Не номінований     |
| 2003 (76-а)     | Мамай                    | Олесь Санін                   | основна: українська, (епізодично кримськотатарська)                         | Не номінований     |
| 2004 (77-а)     | Водій для Віри           | Павло Чухрай                  | російська (оригінал)                                                        | Дискваліфікований1 |
| 2006 (79-а)     | Аврора                   | Оксана Байрак                 | російська (оригінал)                                                        | Не номінований     |
| 2008 (81-а)     | Ілюзія страху            | Олександр Кірієнко            | українська (проф. дубльований) російська (оригінал)                         | Не номінований     |
| 2012 (85-а)     | ТойХтоПройшовКрізьВогонь | Михайло Іллєнко               | основна: російська (епізодично українська, кримськотатарська та англійська) | Не номінований     |
| 2013 (86-а)     | Параджанов               | Олена Фетісова, Серж Аведікян | українська (проф. дубльований) російська (оригінал)                         | Не номінований     |
| 2014 (87-а)     | Поводир                  | Олесь Санін                   | основна: російська (епізодично українська та англійська)                    | Не номінований     |
| 2016 (89-та)    | Українські шерифи        | Роман Бондарчук               | основна: російська (епізодично українська)                                  | Не номінований     |
| 2017 (90-та)    | Рівень чорного           | Валентин Васянович            | без слів                                                                    | Не номінований     |
| 2018 (91-ша)    | Донбас                   | Сергій Лозниця                | українська (багатоголосе закадрове озвучення) російська (оригінал)          | Не номінований     |
| 2019 (92-га)    | Додому                   | Наріман Алієв                 | основна: кримськотатарська, (епізодично українська, російська)              | Не номінований     |
| 2020 (93-тя)    | Атлантида                | Валентин Васянович            | українська (оригінал)                                                       | Не номінований     |
| 2021 (94-та)    | Погані дороги            | Наталка Ворожбит              | українська (багатоголосе закадрове озвучення) російська (оригінал)          | Не номінований     |
| 2022 (95-та)    | Клондайк                 | Марина Ер Горбач              | українська, російська, чеченська, нідерландська                             | Не номінований     |
| 2023 (96-та)    | 20 днів у Маріуполі      | Мстислав Чернов               | українська, російська, англійська                                           | Шорт-лист          |
| 2024 (97-ма)    | Ля Палісіада             | Філіп Сотниченко              | українська, азербайджанська, російська                                      | Не номінований     |

Примітки: 
1 У 2004 році фільм Водій для Віри був дискваліфікований через переважне російське виробництво. Фільм знімався переважно в Україні за співпраці між російськими та українськими кінокомпаніями, але фільм був знятий російською мовою, російським сценаристом-режисером (Павло Чухрай, який представляв Росію в цій категорії й виграв номінацію на Оскар в 1997) і п'ять із шести найголовніших акторів були росіянами.

## Список претендентів, знятих за участю України, але висунутих від інших країн
У 2006 році стрічка «9 рота» спільного виробництва України, Фінляндії та Росії була обрана претендентом на «Оскар» від останньої. Основне знімання відбувалося в Криму у 2004 році за участю Збройних Сил України та їх військової техніки. «Уся техніка була справжньою, масовка — солдати строкової служби, а декоратори — український будбат», — заявив режисер кінокартини Федір Бондарчук. Стрічка розповідає про долю групи із семи солдатів-новобранців, покликаних на термінову службу до Збройних сил СРСР наприкінці 1980-х років і відправлених на війну в Афганістан. З 2014 року фільм заборонений до показу в Україні через участь у ньому російського актора Михайла Пореченкова, особи, яка створює загрозу національній безпеці Україні. Режисер «9 роти» Федір Бондарчук також був занесений до списку заборонених осіб в Україні.
У 2016 році Люксембург висунув на премію «Оскар» стрічку «Голоси Чорнобиля», зняту режисером Полом Крухтеном за книгою «Чорнобильська молитва» білоруської журналістки і письменниці, лауреата Нобелівської премії з літератури, Світлани Алексієвич, присвяченій аварії на Чорнобильській АЕС у 1986 році. Дозвіл на екранізацію надала сама авторка. Фільм, який був знятий в Україні, розповідає історії свідків Чорнобильської катастрофи: вчених, ліквідаторів, журналістів, вчителів та простих мешканців.
У 2017 році одразу дві країни висунули кінокартини, зроблені за участю України, на премію Американської кіноакадемії. Литва висунула на «Оскар» фільм «Іній», створений за співробітництва України, Франції й Польщі. За сюжетом стрічки, молода литовська пара Рокас та Інга погоджується доставити автобус із гуманітарною допомогою в Україну, але волею долі потрапляють на лінію фронту війни на Донбасі, і саме тут починають розуміти цінність життя й наскільки вони близькі один до одного. Знімання фільму відбувалося безпосередньо біля лінії фронту за участі місцевого населення та реальних військових, що в той час перебували в зоні Антитерористичної операції на сході України. Усі персонажі, яких дорогою зустрічають головні герої, — не сценарно прописані ролі, а випадкові люди, реальні історії яких потрапили у сюжет фільму. Словаччина обрала своїм претендентом вироблений спільно з Україною фільм «Межа». Стрічка розповідає про словацького злочинця Адама Крайняка, який займається контрабандою цигарок на прикордонній території між Україною та Словаччиною. Через посилення контролю за кордоном, напередодні вступу Словаччини до Шенгену, Адам зазнає невдачі при спробі перевезти чергову партію контрабанди, чим спричиняє цілу низку неочікуваних наслідків. Станом на 2017 рік, «Межа» стала найкасовішою стрічкою на всю історію кінопрокату Словаччини, заробивши два мільйони доларів за 16 тижнів, а також встановила два рекорди: у перший день показів фільм подивилося понад 16 тисяч осіб, а за перший вікенд — понад 69 тисяч глядачів.
У 2018 році Ісландія висунила на премію «Оскар» стрічку «Гірська жінка: на війні», зроблену у копродукції з Україною та Францією. За сюжетом, ісландка Гатла, 50-річна диригентка хору, веде таємне життя пристрасної еко-захисниці. Невдовзі головній героїні приходить повідомлення про схвалення її заяви на удочеріння української дівчинки з Донецької області, чиїх батьків забрала російська війна. Фільмування проходило на території Ісландії і України. Вітчизняні краєвиди показані на початку фільму, фігурують у фільмі як ісландські. Також в Україні знімали і сцену на металургійному заводі, з яким, за сюжетом, бореться головна героїня Гатла.
У 2019 році Чехія висунила на премію «Оскар» чорно-білу військову драму «Пофарбоване пташеня», зроблену у копродукції з Україною та Словаччиною. Фільм зняв режисер Вацлав Марул за однойменним романом 1965 року, виданим в Україні під назвою «Розфарбований птах», польсько-американського письменника Єжи Косинського. «Пташеня» стало першою стрічкою, знятою міжслов'янською мовою, яка була створена на основі загальнослов'янських граматичних та лексичних елементів для того, щоб сприяти спілкуванню слов'ян з різних країн без попереднього вивчення цієї мови. Режисер обґрунтував своє рішення тим, щоб запобігти звинуваченням у стереотипізації певних націй. Сюжет оповідає про єврейського хлопчика, батьки якого, прагнучи захистити свою дитину від переслідування під час Другої світової війни, відправляють до родички у село десь у Східній Європі, але жорстока доля наздоганяє його і там. Глядачі, не витримуючи сцен жорстокості, тікали з прем'єрних показів на кінофестивалях Венеції, Торонто і Лондону. Фільм потрапив до шорт-листу претендентів на Оскар, але номінацію так і не отримав.
У 2021 році стрічка «Цензорка» спільного виробництва України, Чехії та Словаччини була обрана претендентом на «Оскар» від останньої. Фільм знімали в Одесі влітку 2019 року в державній Чорноморській жіночій виправній колонії №74, а всі, крім головної героїні, — справжні в'язні та доглядачки. «Цензорка» — дебютна повнометражна ігрова картина словацького режисера і сценариста Петера Керекеша. На батьківщині автора фільм був номінований одразу у десятьох категоріях Національної кінопремії «Сонце в сітці», де перемогу здобув у чотирьох із них, у тому числі за Найкращий фільм. Картина розповідає історію молодої жінки Лесі, яку було засуджено до шести років ув'язнення в одній із виправних установ Одеси через вбивство коханого на ґрунті ревнощів. Вона відбуває покарання у в'язниці разом із сином Колею, тому що не хоче, щоб її дитина опинилась у дитячому будинку — така доля дітей ув'язнених після того, як їм виповниться три роки.
У 2023 році від Словаччини була висунута документально-ігрова стрічка «Фотофобія» режисерів Івана Остроховського і Павола Пекарчика, зроблена у копродукції з Україною та Чехією. Фільм розповідає про українського хлопчика Микиту, який разом із родиною ховається від обстрілів РФ у харківському метро.
| Рік (Церемонія) | Країна     | Фільм                   | Оригінальна назва | Мова(-и)                                     | Режисер(и)                        | Результат      | Дж      |
| --------------- | ---------- | ----------------------- | ----------------- | -------------------------------------------- | --------------------------------- | -------------- | ------- |
| 2006 (79-та)    | Росія      | 9 рота                  | 9 рота            | російська                                    | Федір Бондарчук                   | Не номінований | [ 75 ]  |
| 2016 (89-та)    | Люксембург | Голоси Чорнобиля        | La supplication   | французька                                   | Пол Крухтен                       | Не номінований | [ 80 ]  |
| 2017 (90-та)    | Литва      | Іній                    | Šerkšnas          | литовська, українська, російська, французька | Шарунас Бартас                    | Не номінований | [ 84 ]  |
| 2017 (90-та)    | Словаччина | Межа                    | Čiara             | словацька, українська                        | Петер Беб'як                      | Не номінований | [ 83 ]  |
| 2018 (91-ша)    | Ісландія   | Гірська жінка: на війні | Kona fer í stríð  | ісландська, англійська, українська           | Бенедикт Ерлінґссон               | Не номінований | [ 88 ]  |
| 2019 (92-га)    | Чехія      | Пофарбоване пташеня     | Nabarvené ptáče   | міжслов'янська, чеська, російська, німецька  | Вацлав Марул                      | Шорт-лист      | [ 95 ]  |
| 2021 (94-та)    | Словаччина | Цензорка                | Cenzorka          | російська, українська                        | Петер Керекеш                     | Не номінований | [ 96 ]  |
| 2023 (96-та)    | Словаччина | Фотофобія               | Photophobia       | українська, російська                        | Іван Остроховський Павол Пекарчик | Очікується     | [ 100 ] |

## Зауваги
1. ↑  у 2018 році через конфлікт інтересів, фільм обирали лише 12 з 15 тогочасних членів Українського Оскарівського Комітету[66]